# Lasiopetalum microcardium
Lasiopetalum microcardium är en malvaväxtart som beskrevs av Ernst Georg Pritzel. Lasiopetalum microcardium ingår i släktet Lasiopetalum och familjen malvaväxter. Inga underarter finns listade i Catalogue of Life.